# Арина Рассадница
Арина Рассадница — день в народном календаре у славян, приходящийся на 5 (18) мая. На Арину у восточных славян происходила высадка рассады на грядках.

## Другие названия
рус. Ирина Рассадница, Арины-рассадницы, Капустница, Лопатница; укр. Ярина; бел. Арына Расадніца, Iрына, Якуб.

## Традиции
Говорилось, что «Три Арины в году живут: Арина — разрой-берега 16 (29) апреля, Арина-рассадница 5 (18) мая, да Арина — журавлиный лет 18 (31) сентября».
У восточных славян считалось, что с этого дня пора высаживать на огородные грядки капустную рассаду. Ещё накануне вечером «на Палагею», опытные огородницы выносили на огороды надтреснутый горшок, клали в него выдернутую поблизости с корнем крапиву и ставили горшок вверх дном на самую средину средней гряды. Это делалось для ограждение огорода от нападений вражьей, «завидущей», силы, чтобы «ела она — проклятая — одну крапиву жигучую, чтобы не прикасалась ни к чему взращенному трудом праведным». Над капустой заговаривают бабы: «Не будь голенаста – будь пузаста; не будь пустая – будь тугая; не будь красна будь вкусна; не будь стара — будь молода; не будь мала – будь велика!»
Белорусы Гродненской губернии клали на грядку с капустной рассадой большой камень и накрывали его белым платком. Считалось, что это способствует тому, чтобы капуста была белой, как платок, и большой и крепкой, как камень. В Полесье в капустные грядки втыкали старый веник, чтобы защитить их от сглаза, от червей. Запрещалось сажать капусту женщинам во время месячных — капуста не уродится.
На Новгородчине с Ирины начинали садить огурцы.
В этот день девушки водили хоровод «Капустку». Девушки «завивали капусту» в обрядовых хороводах, повторяя в узоре хоровода «виток за витком, чтобы остаться осенью с вилком».

## Поговорки и приметы
- Арины рассадницы — рассаживают рассаду[6].
- На Ирину худая трава из поля вон (выжигают старую траву)[6].
- Для чего огород городить, коли капусты не садить?
- укр. Прийшли Ярини — не прикривай сіни[1].